# Salia furvifusa
Salia furvifusa là một loài bướm đêm trong họ Noctuidae.